# Otto Matzerath
Otto Matzerath   (Düsseldorf, 26 d'octubre de 1914 - Tòquio, 21 de novembre de 1963) va ser un director d'orquestra alemany.

## Biografia
Els inicis
Nascut de l'empleat de banca Josef Matzerath i Anna Matzerath (nascuda Garding), es va graduar el 1934 al gimnàs "Hindenburg" de Düsseldorf i va completar els seus estudis al "Buths Neitzel Conservatory" (actual Universitat Robert Schumann) a les classes de piano i violí de Düsseldorf. Va tenir com a professors a Bram Eldering (violí), Weissbach (piano) i Nayses (Theorie). Als setze anys va dirigir la representació de l'òpera Der Jasager de Bertold Brecht/Kurt Weill. Com a director d'orquestra va ser autodidacta.

## Període 1935-1944
El seu primer treball el va trobar a Gladbach Rheydt (Mönchengladbach) com a mestre de repetició i cap de cor (gener de 1935 - maig de 1936). A continuació, es fa una feina com a cap de cor d'òperes i operetes a Krefeld (agost de 1936 - agost de 1937) i de setembre de 1937 a abril de 1940 com a cap de cor d'òperes i operetes i director musical del teatre de Würzburg. Després de la direcció de Carmen a Karlsrue (14 de gener de 1940) fou cridat el setembre del mateix any a la direcció de les òperes i concerts (com a successor de Joseph Keilberth) del teatre estatal de Baden, càrrec que es renovà fins 1956.
Durant la guerra va ser cridat de nou al servei militar i va haver de demanar permisos a l'autoritat militar per a cada concert que havia de dirigir; aquesta situació es va veure modificada per la intervenció de Wilhelm Furtwängler (juny de 1942) que va obtenir una exempció per a ell que generalment es concedia a tots els directius d'Alemanya. En l'última fase de la guerra, després del tancament de tots els teatres per ordre de Joseph Goebbels (agost de 1944), fou cridat definitivament a l'exèrcit de Zuffenhausen (Stuttgart) i després a Böblingen on exercí d'operador de ràdio. L'última representació a Karlsruhe abans de la clausura es va celebrar el 9 de juliol de 1944.
Durant la guerra va dirigir pràcticament tot el repertori més conegut d'òpera. Des de Mozart a Richard Strauss. També va fer concerts fora de Karlsruhe: regularment va ser convidat a la "Berliner Philharmonikern" (director convidat des de 1941 a invitació de Wilhelm Furtwängler), a Heidelberg (1942/43), a Dresden (1943 i 1944 amb concerts a Halle) i a Leipzig (1 de maig de 1944). També va dirigir a Venècia (febrer de 1943) i Budapest (juliol i octubre de 1943, febrer de 1944).

## Postguerra
Al final de la guerra va ser internat breument a Tuttlingen pels francesos. Va tornar a Karlsruhe, que a l'agost de 1945 va passar del control francès al nord-americà. No involucrat en les activitats del partit nazi, Otto Matzerath no va tenir problemes amb les noves autoritats nord-americanes i va poder reprendre immediatament la seva tasca, tant que ja el desembre de 1945 va ser nomenat director musical del Baden State Theatre. També va obtenir una llicència de superintendent, que va poder utilitzar ja a l'abril de 1946 amb el nomenament de superintendent interí a Karlsruhe. De fet, l'actor Hans Herbert Michels (superintendent des de finals de 1944) va perdre la llicència a causa del descobriment de la seva pertinença al partit nazi. El període que va del 1946 al 1953 va estar marcat per canvis freqüents en la direcció del teatre i Otto Matzerath es va requerir més d'una vegada per reprendre la funció de superintendent per evitar el tancament del teatre. Només després del nomenament de Paul Rose (superintendent del 1953 al 1962) la situació es va poder normalitzar.
Les activitats musicals a Karlsruhe es van reprendre després de la guerra a l'edifici Konzerthaus, ja que l'antic edifici del teatre estatal de Baden va ser destruït el 1944 durant un atac aeri. Al final del contracte, va romandre un any més a Frankfurt col·laborant amb RRHH després de la qual cosa, el març de 1962, va acordar dirigir l'orquestra estatal d'Ankara, on va ocupar el lloc de director principal fins a l'agost del 1963. Amb aquesta orquestra va realitzar una va fer una gira per Europa l'estiu del 1963. Durant aquest període també va treballar com a director convidat a casa i a l'estranger.
A partir del setembre de 1963, va assumir el càrrec de director principal de lOrquestra Simfònica Yomiuri Nippon de Tòquio. El contracte havia de durar almenys fins al 1964 (però una pròrroga ja havia estat negociada per les parts), però Otto Matzerath va morir el 21 de novembre de 1963 a l'hospital militar nord-americà del camp Zama (prop de Tòquio), on va ser traslladat d'urgència però no va poder superar una malaltia.

## Vida privada
Otto Matzerath era un catòlic practicant i lluny de la ideologia nazi dominant d'Alemanya dels anys 30. Es va casar amb Lore Matzerath (nata Bohner) el 1944 i del matrimoni van néixer 5 fills. Està enterrat al cementiri principal de Karlsruhe. La seva tomba té una làpida dissenyada per l'artista local Emil Sutor.